# Eslavofilia
Eslavofilia (em russo:  славянофильство) foi um movimento intelectual originário do século XIX que queria que o Império Russo se desenvolvesse com base em valores e instituições derivadas da história inicial da Rússia. Os eslavófilos se opuseram às influências da Europa Ocidental na Rússia.  Dependendo do contexto histórico, o oposto da eslavofilia pode ser visto como eslavofobia (aversão à cultura eslava) ou também o que alguns intelectuais russos (como Ivan Aksakov) chamavam de zapadnichestvo (ocidentalismo).